# توماس دنگ
توماس دنگ (انگلیسی: Thomas Deng؛ زادهٔ ۲۰ مارس ۱۹۹۷) بازیکن فوتبال اهل کنیا است.
از باشگاه‌هایی که در آن بازی کرده‌است می‌توان به باشگاه فوتبال ملبورن ویکتوری اشاره کرد.
وی همچنین در تیم‌های ملی فوتبال زیر ۲۳ سال استرالیا، و استرالیا بازی کرده‌است.